# Battalion Wars
Battalion Wars (突撃!!ファミコンウォーズ, Totsugeki! Famicom Wars), originalmente titulado Advance Wars: Under Fire, es un videojuego de estrategia a tiempo real para Nintendo Game Cube. Llegó al mercado en 2005.
Existe una secuela, Battalion Wars 2, para Wii. Esta secuela llegó a Europa en febrero de 2008, habiendo llegado en 2007 a Estados Unidos y Japón.
Battalion Wars contiene elementos tanto de un shooter en tercera persona como de un juego de estrategia a tiempo real. En medio de la batalla, el jugador tendrá el control de una serie de unidades, incluyendo infantería, tanques y bombarderos. Pueden ser controladas tanto unidades separadas como unidades en grupo. En alguna ocasión, el jugador puede transferir control desde una unidad a otra.

## Historia
El mundo de Battalion Wars es prisionero de una historia turbulenta, marcada por un arraigado y complejo conflicto global apenas salpicado por breves periodos de una paz tensa y frágil. Los grandes ejércitos de la "Federación Occidental" y "Tundra" han luchado con fiereza hasta alcanzar un punto crítico que ha desencadenado la parálisis de la contienda.
Obligados a someterse a un tratado que garantiza la soberanía de sus respectivos territorios, estos dos vastos imperios están separados únicamente por una delgada franja de terreno, la zona desmilitarizada. Desde ambos lados, los enemigos se observan de cerca, prestos a tomar represalias en caso de que alguna de las dos naciones lanzara un ataque preventivo.
En estos momentos, el Zar Gorgi, líder supremo del ejército del Imperio de Tundra, se prepara para pasar las riendas del poder a su hijo y heredero, el Mariscal Nova.
El Mariscal cuenta con modos más progresistas que los de su padre, por lo que muchos se atreven a soñar con la instauración de una paz real y duradera...
Pero, al otro lado de la zona desmilitarizada, el General Herman, de la Federación Occidental, está deseando pasar a la acción. ¡Hace demasiado tiempo que el ejército federado no entra en combate!
La Briadgier Betty tiene un plan para asegurarse de que sus hombres se mantienen en forma y, al mismo tiempo, no perder ojo de lo que pudiera suceder en territorio enemigo. ¡Y aquí es donde entra el jugador, como Comandante del batallón especial de la Federación Occidental!

## Unidades de combate

### Infantería
- Soldado Raso
- Comando
- Lanzallamas
- Bazuca
- Lanzamisiles
- Mortero

### Vehículos de Tierra
- Tanque Ligero
- Tanque Pesado
- Unidad de Reconocimiento Ligera
- Unidad de Reconocimiento Pesada
- Unidad Antiaérea
- Artillería
- Máquina de Guerra

### Vehículos de Aire
- Helicóptero de Transporte
- Bombardero
- Caza
- Helicóptero de combate
- Destructor Strato

## Perfil de los Oficiales

### Federación Occidental
La Federación Occidental es una nación que se toma los conflictos armados desde un punto de vista deportivo. Los oficiales superiores que vigilan la frontera están informados de su posición en la clasificación mundial y son muy competitivos con respecto a sus últimas "puntuaciones".
La Federación Occidental mantiene a su sempiterno enemigo, el Imperio de Tundra, bien a distancia, pero apenas están al corriente de lo que sucede más allá de sus fronteras.
- Brigadier Betty: Atlética, vivaracha y enérgica, le gusta ganar cueste lo que cueste. Su alegre personalidad sube la moral de las tropas y, de hecho, se preocupa mucho por mantener a sus soldados alegres y bien atendidos. Puede resultar impacientefrente a otros oficiales, pero, cuando surgen enfrentamientos internos, es la primera en intentar calmar los ánimos.
- Coronel Austin: Distinguido y de gran presencia, en ocasiones Austin puede perderse en los detalles y la planificación. Si no fuera por la influencia compensatoria de Hernan, sus tropas podrían verse bloqueadas de forma indefenida mientras Austin se concentra en la estrategia y las tácticas, sus puntos fuertes.
- General Herman: El general Herman desborda energía y agresividad, hasta el punto de haber dado nombre a dos generaciones de tanques federados. Su inmenso dinamismo mantieneal ejército federado siempre a punto. Herman es brusco pero travieso, y le fascina todo lo que tenga relación con las tácticas de combate. Se le conoce cariñosamente como el "entrenador" de las tropas.

### Tundra
El Imperio de Tundra ha estado regido por la misma dinastía desde tiempos inmemoriables. Es una nación muy tradicional con una rígida estructura social. Solo los miembros varones de la familia imperial pueden aspirar al liderazgo del ejército de Tundra. Esto ha cambieado con el ascenso del mariscal Nova al rango de líder supremo. Su primer y más controvertido acto ha sido premiar el mérito por encima de los derechos de nacimiento nombrando a Nelly mayor del ejército...
- Zar Gorgi: Ha asumido el poder durantetanto tiempo que le cuesta expresar emociones. El cabeza de la nombre familia imperial es autoritario y patriótico hasta la exageración. Aunque escéptico frente a las ideas de su hijo con respecto a las nuevas formas de gobierno, está muy unido a él.
- Mayor Nelly: Se trata de una oficial de primer orden con una metodología firme y un sólido sentido de la justicia. Esta mujer fuerte y cálida se preocupa por el bienestar de sus tropas. Nelly es capaz de hacer frente a cualquier actitud machista. Tolera la postura de Gorgi hacia ella con respecto a sus logros.
- Mariscal Nova: Orgulloso y austero, este campeón de boxeo en una academia de oficiales aspira a la modernización de su país. Al contrario que su padre, ha crecido expuesto a todotipo de culturas y tiene ideas renovadas, tal y como demuestra su apoyo a Nelly.

### Imperio Solar
Hace siglos, el Imperio Solar derrotó a Xylvania recurriendo a un arma apocalíptica. Aunque logró reducir a la Legion de Hierro a cenizas, provocó un cataclismo tal que los habitantes del Imperio también sufrieron las consecuencias. Ambos pueblos aún recuerdan aquel día y sus legados se han forjado a partir de este suceso. El Imperio Solar considera que debe hacer frente a cualquier resurgimiento del maléfico poder de Xylvania.
- Emperatriz Lei-Qo: Esta descendiente del ancestral Líder Solar que aniquiló a la Legión de Hierro es tan elegante como despiadada. Posee el don de presagiar el futuro y ha sido educada, al igual que sus antepasadas, para detener en seco las fuerzas de Xylvania, si volvieran a surgir en toda su maldad.

### Xylvania
Hubo un tiempo en que Xylvania fue una gran potencia. Su legendaria Legión de Hierro logró mantener a la mitad del mundo conocido bajo su crual yugo. Pero la hecatombe que el Imperio Solar hizo caer sobre Xylvania les empujó a las tinieblas del olvido. Su pueblo acabó por convertirse en una víctima de la lucha por el poder que enfrentaba a la Federación Occidental y Tundra. Anexionada y vejada por ambas naciones, alimentó su resentimiento en las sombras.
- Comandante Ubel: Leal pero incompetente, es bueno cumpliendo órdenes. Sorprendentemente, su falta de imaginación y su crueldad pueden resultar muy eficaces en el campo de batalla. Si se considera a Vlad el cerebro de cualquier operación, Ubel representaría la fuerza bruta. Aspira a llegar a ser como Vlad, pues respeta el poder y frialdad de su superior.
- Condesa Ingrid: Manipuladora y juguetona, no es tan lista como cree. La curiosidad puede con ella y siempre se ha sentido fascinada por el oscuro pasado de Xylvania. Su reputación como reina de los aires le ha valido el sobrenombre de "Condesa de los Cielos". Provoca a Ubel con maliciosos juegos por el poder.
- Kaiser Vlad: Desde que ascendió al poder, ha intentado reclamar el legado histórico de Xylvania. Con este objetivo en mente, ha luchado por crear un ejército digno de su nombre y este terrible esfuerzo ha provocado la contaminación y destrucción de las pocas tierras que aún pueden llamar suyas. Para Xylvania ya soplan los tiempos de guerra...

- Datos: Q2745625